# Čeněk Chyský
Čeněk Chyský, křtěný Vincenc Josef (21. února 1877 Slaný – 28. února 1952 Praha) český historik a středoškolský pedagog.

## Život
Narodil se ve Slaném. V letech 1907-1921 působil jako gymnazijní profesor v Rychnově nad Kněžnou, později žil v Praze. Zasloužil se o rozvoj a popularizaci českého turistického hnutí. Přednášel a publikoval články a knihy z oblasti historie, architektury a turismu. Spolu s Josefem Sallačem a Karlem Březinou vytyčili v Orlických horách tzv. Jiráskovu cestu. Je zmiňován jako profesor Pošusta ve slavném románu Karla Poláčka Okresní město. Jako na svého profesora z 1. státního Masarykova reálného gymnázia v Křemecově ulici v Praze, který jej přivedl ke kultuře na něj vzpomíná vzpomíná v rozhovoru pro Dějiny a současnost 4/95  bývalý ředitel Národní galerie Jiří Kotalík. Syn Chyského, bývalý skautský činovník Judr. Jiří Chyský (nar. 1906) vstoupil v roce 1945 do KSČ a až do padesátých let,působil jako "retribuční soudce",  dále pak v Ústavu státu a práva ČSAV. Rodina Chyských žila od roku 1921 v Lomené ulici 312/22 na pražské Ořechovce.

## Dílo
- 1911 Vzhůru do Orlických hor! : 50 vycházek a výletů v okolí Rychnova n.K. – Rychnov nad Kněžnou, Rathouský, 63 s.
- 1929 Pražský hrad a chrám sv. Víta – Praha, Václav Petr , 115 s.
- 1934 Průvodce Prahou, Praha – Svaz čs. dělnických turistů, 145 s.
- 1937 České hrady a zámky – Praha, Společnost přátel starožitností.
- 1946 Karlštejn – Praha, Orbis, 31 s.
- 1947 Tisíc let stavitelského umění v českých zemích – Praha, Václav Petr, 40 s.
- 1948 Za památkami staré Prahy – Praha, Václav Petr, 147 s.
- 1950 Kamenná minulost. Procházky po hradech a zámcích v českých zemích – Praha, Orbis, 104 s.